# 東町 (厚木市)
東町（ひがしちょう）は、神奈川県厚木市に存在する町丁である。丁目の設定のない単独町名である。住居表示実施済区域。

## 地理
厚木市の町丁である東町は、当市内の市街地から東側、相模川（右岸側）寄りに位置する。周辺の他の町丁や大字では、南は厚木町、西は寿町、北は元町と、東は相模川上に厚木（大字）とそれぞれ隣り合っている。相模川を跨ぐと海老名市であり、本町丁から海老名市へはあゆみ橋や相模大橋（いずれも大字である厚木に跨る）で渡っていける。

## 歴史
- 1967年（昭和42年）4月1日 - 住居表示の設定に伴い、厚木の一部を分離し、東町を新設[5]。
- 1955年、相模大橋が開通。
- 1996年、あゆみ橋が開通。

## 世帯数と人口
2021年（令和3年）3月1日現在（厚木市発表）の世帯数と人口は以下の通りである。
| 町丁 | 世帯数 | 人口  |
| ---- | ------ | ----- |
| 東町 |        | 987人 |

### 人口の変遷
国勢調査による人口の推移。
| 年                 | 人口  |
| ------------------ | ----- |
| 1995年（平成7年）  | 713   |
| 2000年（平成12年） | 859   |
| 2005年（平成17年） | 985   |
| 2010年（平成22年） | 1,021 |
| 2015年（平成27年） | 1,073 |
| 2020年（令和2年）  | 1,059 |

### 世帯数の変遷
国勢調査による世帯数の推移。
| 年                 | 世帯数 |
| ------------------ | ------ |
| 1995年（平成7年）  | 300    |
| 2000年（平成12年） | 371    |
| 2005年（平成17年） | 427    |
| 2010年（平成22年） | 464    |
| 2015年（平成27年） | 521    |
| 2020年（令和2年）  | 573    |

## 学区
市立小・中学校に通う場合、学区は以下の通りとなる（2022年10月時点）。
- 番・番地等 : 全域
  - 小学校 : 厚木市立厚木小学校
  - 中学校 : 厚木市立厚木中学校

## 事業所
2021年（令和3年）現在の経済センサス調査による事業所数と従業員数は以下の通りである。
| 町丁 | 事業所数 | 従業員数 |
| ---- | -------- | -------- |
| 東町 | 29事業所 | 639人    |

### 事業者数の変遷
経済センサスによる事業所数の推移。
| 年                 | 事業者数 |
| ------------------ | -------- |
| 2016年（平成28年） | 35       |
| 2021年（令和3年）  | 29       |

### 従業員数の変遷
経済センサスによる従業員数の推移。
| 年                 | 従業員数 |
| ------------------ | -------- |
| 2016年（平成28年） | 234      |
| 2021年（令和3年）  | 639      |

## 交通
- 道路
  - 神奈川県道40号横浜厚木線
  - 神奈川県道43号藤沢厚木線
  - 神奈川県道51号町田厚木線
  - 神奈川県道601号酒井金田線

これらの県道は東町郵便局前交差点で交差し、40号と51号においては同交差点で終点である。同交差点は南隣の厚木町との境線上に位置する。601号においては同交差点から北上する形で本町丁内を南北に貫く。43号は同交差点を跨ぎながら本町丁（南寄り）と厚木町との境沿いにを東西に直進しているが、40号と51号については同交差点から43号と共に、相模大橋（かながわの橋100選の1つでもある）で相模川を越えて、海老名市方面へ向かう重複区間となる。ちなみにその区間においてはかつては旧国道246号の経路地だった。
また相模大橋と共に、あゆみ橋も本町丁から相模川を渡って海老名市方面へ進める。
- 路線バス
  - 神奈川中央交通の厚木営業所のバスの一部が、本厚木駅から本町丁内には43号や601号を経路地として主に通っている。

- 鉄道
  - 小田急小田原線の本厚木駅（泉町）へは、本町丁から厚木町や中町などを少し跨ぎながら南下すると辿りつく。

## 周辺
- 相模川
- 東町郵便局

## その他

### 日本郵便
- 郵便番号 : 243-0001[3]（集配局 : 厚木郵便局[16]）。